# Will Penny
Will Penny és un western estatunidenc dirigit per Tom Gries el 1968. El guió és tret d'un episodi (Line Camp) de la sèrie de televisió The Westerner (1960). Ha estat doblada al català.

## Argument
Will Penny, cowboy que s'acosta als cinquanta, mata Romulus Quint per defensar els seus companys. Després és contractat per una companyia per vigilar bestiar a les muntanyes, però és atrapat pel pare del que ha matat. Moribund, es refugia en una cabana de la companyia, on es troba una bonica squatter, Catherine Allen, amb el seu fill.

## Repartiment
- Charlton Heston: Will Penny
- Joan Hackett: Catherine Allen
- Donald Pleasence: Preacher Quint
- Lee Majors: Blue
- Bruce Dern: Rafe Quint
- Ben Johnson: Alex (responsable de Flat Iron Ranch)
- Slim Pickens: Ike Walterstein
- Clifton James: Catron
- Anthony Zerbe: Dutchy
- Roy Jenson: Boetius Sullivan
- G.D. Spradlin: Anse Howard
- Quentin Dean: Jennie
- William Schallert: Doctor Fraker
- Lydia Clarke: Mrs. Fraker
- Robert Luster: Shem Bodine
- Dal Jenkins: Sambo
- Matt Clark: Romulus Quint
- Luke Askew: Foxy
- Anthony Costello: Bigfoot
- Gene Rutherford: Rufus Quint
- Chanin Hale: noia
- Jon Gries (com Jon Francis): Horace

## Premis
- 1969: Western Heritage Awards, Bronze Wrangler en favor de Tom Gries com a director i Charlton Heston com a actor.